# Jan de Looper
Jan "Loep" de Looper (Hilversum, 2 mei 1914 – aldaar, 23 juni 1987) was een Nederlands hockeyinternational. Hij speelde mee als doelman in het team dat bij de Olympische Spelen van 1936 in Berlijn de bronzen medaille won. In dat team speelde ook zijn oudere broer Henk de Looper. Hij speelde alle vijf de wedstrijden voor het Nederlandse team op deze Spelen.
Ernst van den Berg · 
Piet Gunning · 
Ru van der Haar · 
Inge Heijbroek · 
Tonny van Lierop · 
Henk de Looper · 
Jan de Looper · 
Aat de Roos · 
Hans Schnitger · 
René Sparenberg · 
Rein de Waal · 
Max Westerkamp · 
Coach: Joop Wagener